# Iruraiz-Gauna
Iruraiz-Gauna (baskisch: Iruraitz-Gauna) ist eine 553 Einwohner (Stand: 2024) zählende nordspanische Gemeinde in der Provinz Álava im Baskenland. Zu der Gemeinde gehören neben dem Hauptort Gauna (Burgelu) die Ortschaften Acilu (Azilu), Alaiza (Alaitza), Arrieta, Erenchun (Erentxun), Ezquerecocha (Ezkerekotxa), Gaceo (Gazeo), Guereñu (Gereñu), Jáuregui (Jauregi), Langarica (Langarika) und Trocóniz (Trokoniz) sowie die Wüstung Uribel.
Die Gemeinde entstand aus der Zusammenlegung der Kommunen Iruraiz und Gauna 1967. Die Gemeinde ist in sieben Teile geteilt. 

## Lage und Klima
Iruraiz-Gauna liegt am Río Alegría in einer Höhe von ca. 635 m und etwa zwanzig Kilometer östlich vom Stadtzentrum der Provinzhauptstadt Vitoria-Gasteiz. 
Das Klima ist gemäßigt bis warm.

## Bevölkerungsentwicklung
| Jahr      | 1970 | 1981 | 1991 | 2001 | 2011 | 2021 |
| Einwohner | 687  | 447  | 425  | 447  | 534  | 529  |

## Sehenswürdigkeiten
Alaiza
- Kirche Mariä Himmelfahrt (Iglesia de Nuestra Señora de la Asunción)

Gaceo
- Martinskirche (Iglesia de San Martín de Tours)

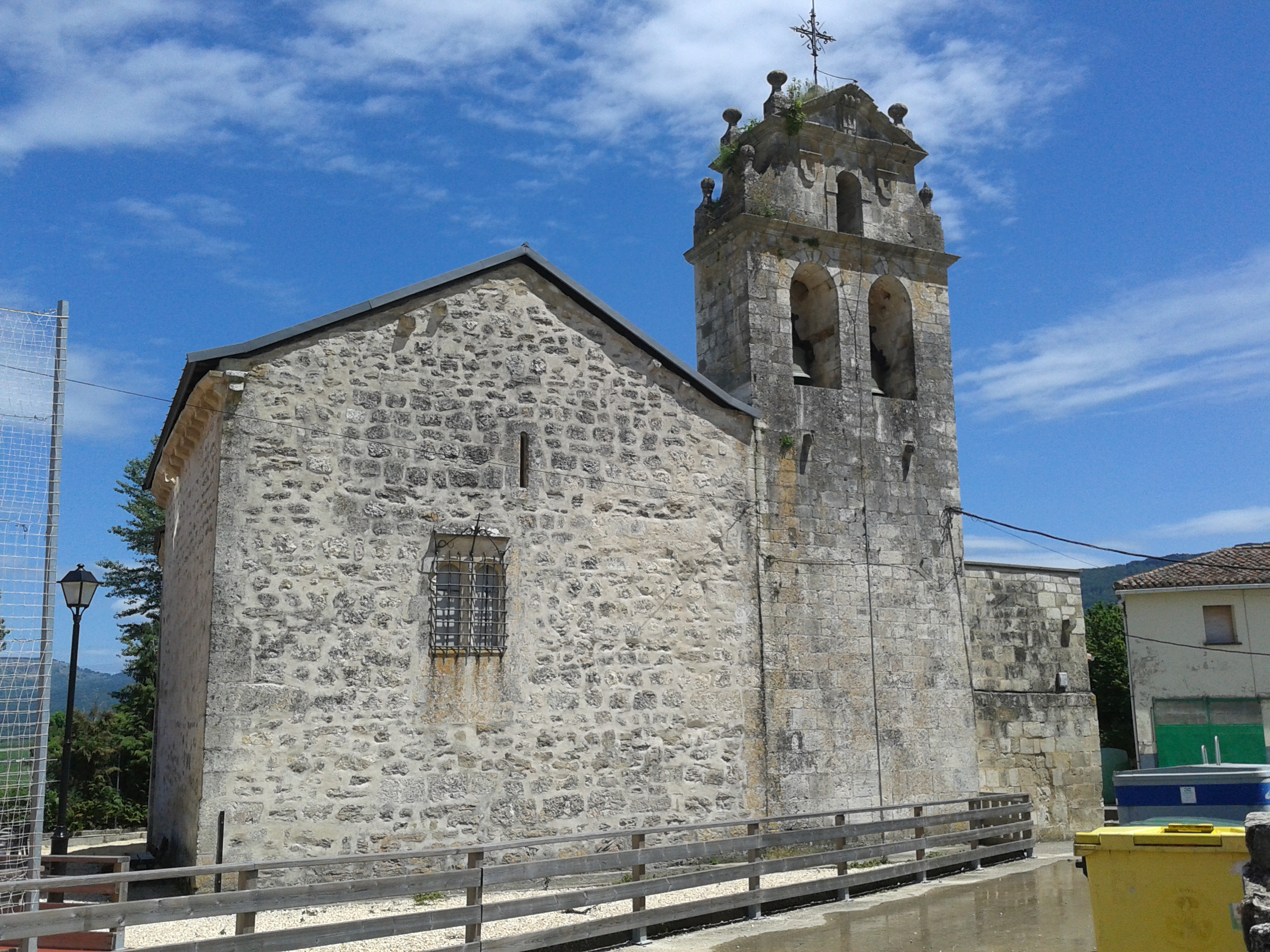
Kirche Mariä Himmelfahrt in Alaiza
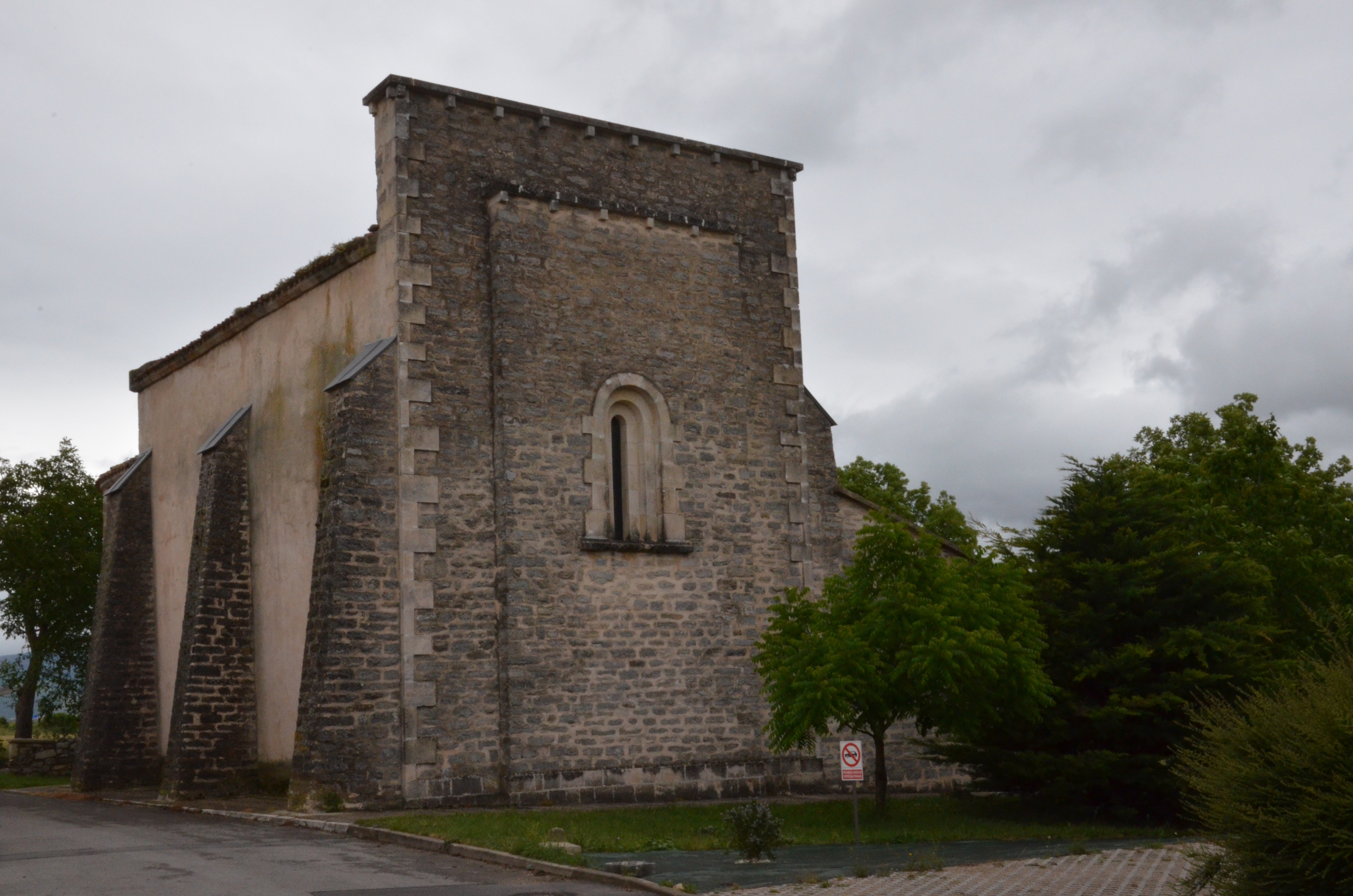
Martinskirche in Gaceo